# TMEM269
TMEM269 (англ. Transmembrane protein 269) – білок, який кодується однойменним геном, розташованим у людей на 1-й хромосомі. Довжина поліпептидного ланцюга білка становить 245 амінокислот, а молекулярна маса — 26 874.
| 10         |  | 20         |  | 30         |  | 40         |  | 50         |
| ---------- |  | ---------- |  | ---------- |  | ---------- |  | ---------- |
| MGEGPHTPCI |  | LGHGASGDHD |  | QSHSQINEVS |  | WKDVTSALSL |  | ANMVLGLFSI |
| IFSFSRKCHY |  | ASRMLLVSFL |  | LDMAVRAMTS |  | HINICSKLGA |  | ELNDFAVFTT |
| FGLASALLLG |  | VDGLLSGILA |  | IIYVSAASFH |  | LCFYSPGVPS |  | TYKGLPCPYA |
| SCILASTSLL |  | TKGNRFILCC |  | MASLMILFMM |  | DQSYYPYDKI |  | LESENWKKLV |
| YIGGVIMLFF |  | SPLSLSAFYC |  | LMWSLSYIFF |  | PDALWGKAAC |  | LSPQH      |

A: Аланін

C: Цистеїн

D: Аспарагінова кислота

E: Глутамінова кислота

F: Фенілаланін

G: Гліцин

H: Гістидин

I: Ізолейцин

K: Лізин

L: Лейцин

M: Метіонін

N: Аспарагін

P: Пролін

Q: Глутамін

R: Аргінін

S: Серин

T: Треонін

V: Валін

W: Триптофан

Локалізований у мембрані.